# Транспортно-енергетичний модуль
Транспортно-енергети́чний мо́дуль (ТЕМ, ядерний буксир, космічний буксир) — космічний транспортний засіб (межорбітальний буксир), що розроблюється на замовлення Роскосмоса промисловістю Росії.
Головним розробником є Акціонерне товариство Центральний науково-дослідний інститут машинобудування.

## Особливості проєкту
ТЕМ створюється як транспортний засіб для вирішення завдань дослідження Місяця, Марса, польотів до інших планет Сонячної системи.
Відмінна особливість проєкту - використання в якості джерела енергії ядерної енергетичної установки мегаватного класу.
Роботи над проєктом розпочалися у 2009 році, поява льотного прототипу модуля очікується у 2022-2023 роках.
На основі ТЕМ КБ «Арсенал» розробляє космічний комплекс «Нуклон» для наукових досліджень в інтересах освоєння Місяця і вивчення Сонячної системи.

## Конструкція
До складу модуля входять енергоблок з реакторною установкою,  іонні двигуни (ВД-500) підвищеної потужностіі, розсувні ферми, стикувальний вузол,  сонячні батареї, холодильник-випромінювач.